# شهرستان کسروان
شهرستان کسروان (به عربی: قضاء کسروان) یک سکونتگاه مسکونی در لبنان است که در استان جبل لبنان واقع شده‌است.

## خصوصیات
شهرستان کسروان ۳۳۶ کیلومترمربع مساحت و ۱۲۳٬۶۰۰ نفر جمعیت دارد.